# Казальмаджоре (волейбольный клуб)
«Казальмаджоре» (итал. Casalmaggiore) — итальянский женский волейбольный клуб из одноимённого города (область Ломбардия, провинция Кремона).
Команда клуба носила названия: 2008—2009 — «Аврора», 2009—2020 — «Поми», 2020—2021 — «Эпиу», 2021—2024 — «Транспортипезанти».

## Достижения
- Чемпион Италии 2015.
- Обладатель Суперкубка Италии 2015.
- Победитель Лиги чемпионов 2016.
- Серебряный призёр чемпионата мира среди клубов 2016

## История
Волейбольный клуб «Роза» был образован летом 2008 года по инициативе М.Бозелли и Дж. Гини. Команда клуба получила название «Аврора» по главному спонсору — компании «Aurora Assicurazioni». Тогда же ВК «Роза» выкупил у команды «Дзевьо» (Верона) права на выступление в чемпионате Италии и в сентябре 2008 «Аврора» дебютировала в серии В2 (4-й по значимости дивизион итальянского женского волейбола). В сезон 2009—2010 команда из Казальмаджоре вступила с новым титульным спонсором, которым стала компания «Поми» (Pomi), входящая в состав корпорации «Пармалат» (Parmalat), основным направлением которой является производство молочных и других пищевых продуктов. «Поми» (как стала называться команда) уверенно финишировала на первом месте в своей группе серии В2 и вышла в серию В1. В 3-м по значимости дивизионе команда из Казальмаджоре задержалась только на сезон и, выиграв финальную серию плей-офф у «Сан-Кашано», получила право на повышение в классе.
В двух последующих сезонах «Поми» выступала в серии А2 и дважды финишировала второй. В 2012 в финале она уступила «Креме» 0-3, а в 2013 — команде «Орнавассо» 0-2 и не смогла обеспечить себе место в высшем дивизионе (в серию А1 напрямую выходит лишь победитель А2, а ещё одну путёвку в серии плей-офф оспаривают команды, занявшие несколько последующих мест). Тем не менее, в 2013 году из-за отказа двух команд от выступления в А1 «Поми» (Казальмаджоре) была включена в число сильнейших команд Италии.
В сезоне 2013—2014 команда из Казальмаджоре под руководством тренера Алессандро Бельтрами дебютировала в серии А1 и на предварительном этапе заняла 7-е место, а затем в четвертьфинале уступила «Имоко» (Конельяно) дважды по 0:3.

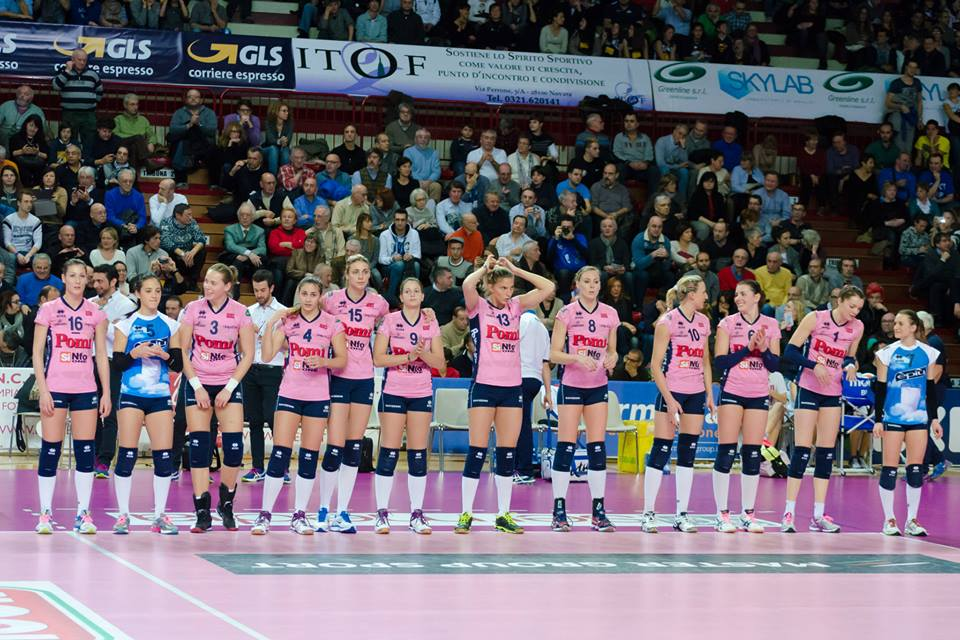
«Поми» Казальмаджоре — чемпион Италии 2015.

В 2014—2015 новым наставником «Поми» стал Давиде Маццанти. В регулярном первенстве его команда стала второй, а в плей-офф проявила недюжинные волевые качестве. В полуфинале Казальмаджоре после двух сыгранных матчей уступала «Имоко» из Конельяно 0-2, проиграв 2:3 и 0:3, но затем выиграла три поединка подряд (3:0, 3:0 и 3:2) и вышла в финал чемпионата, где её ждала команда «Горгондзола» (Новара), ставшая победителем предварительной стадии первенства и одержавшая до этого в плей-офф 5 побед в 5 матчах. После трёх игр Новара вела 2-1, но два последующих матча выиграла «Поми» со счётом 3:2 (дома) и 3:1 (в Новаре) и завоевала чемпионский титул. Ведущими игроками нового чемпиона страны были польская связующая Катажина Скорупа, нападающие Серена Ортолани, Алессия Дженнари, Валентина Тироцци, Валентина Дзаго, центральные блокирующие американка Лорен Джиббмейер, Йована Стеванович из Сербии, белоруска Вера Климович, либеро Иммаколата Сиресси.
В преддверии сезона 2015—2016 состав команды из Казальмаджоре претерпел серьёзные изменения. Прежний наставник Д.Маццанти возглавил «Имоко» из Конельяно. Новым главным тренером назначен один из лучших тренеров Италии Массимо Барболини, до этого работавший в Турции наставником сборной этой страны и стамбульского «Галатасарая». Остались в команде лишь 4 волейболистки (Тироцци, Сиресси, Стеванович и Джиббмейер). Из известных новичков клуба можно выделить американскую связующую К.Ллойд и нападающих Ф.Пиччинини и немку М.Козух. В остальном «Поми» пополнилась волейболистками преимущественно из серии А2 чемпионата Италии. 10 октября 2015 в Кремоне обновлённая команда выиграла свой второй трофей, победив в борьбе за Суперкубок Италии действующего обладателя Кубка страны «Горгондзолу» из Новары со счётом 3:2.

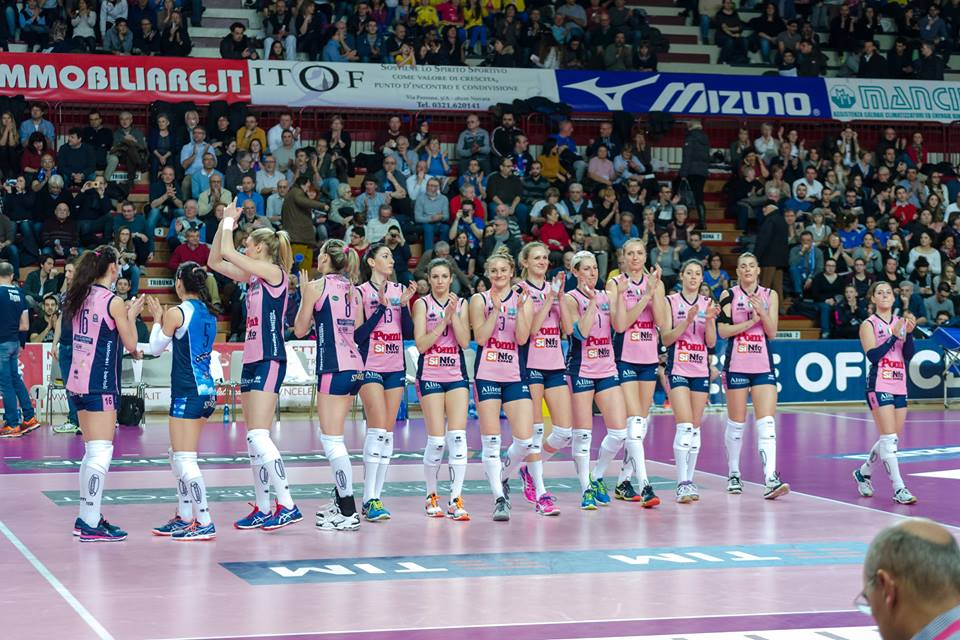
«Поми» Казальмаджоре — победитель Лиги чемпионов 2016.

В качестве чемпиона Италии осенью 2015 года «Поми» стартовала в Лиге чемпионов ЕКВ и на предварительном этапе заняла первое место в своей группе, опередив действующего победителя Лиги турецкий «Эджзачибаши», а также польский «Хемик» и чешский «АГЕЛ Простеёв». Став организатором финала четырёх розыгрыша, команда из Казальмаджоре напрямую была включена в число участников решающего этапа Лиги. Финальный этап Лиги прошёл 9-10 апреля в Монтикьяри и завершился триумфом «Поми». Последовательно с одинаковым счётом 3:0 обыграв «Динамо-Казань» (в полуфинале) и турецкий «Вакыфбанк» (в финале), команда из Казальмаджоре стала победителем главного клубного турнира Европы. Лучшим игроком решающей стадии признана опытнейшая волейболистка «Поми» Франческа Пиччинини. В символическую сборную вошли её одноклубницы связующая К.Ллойд, центральная блокирующая Й.Стеванович и диагональная нападающая М.Козух. А вот в чемпионате Италии команду ждала неудача. Заняв на предварительной стадии 2-е место (18 побед в 24 матчах), в стадии плей-офф «Поми» выбыла уже в первом круге, уступив «Фоппапедретти» из Бергамо в двух матчах — 0:3 и 1:3.
В межсезонье 2016 состоялся обмен главными тренерами между «Поми» и турецким «Эджзачибаши». Массимо Барболини переехал в Турцию, а его место в итальянской команде занял наставник «Эджзачибаши» Джованни Капрара. В октябре того же года эти две команды встретились в финале клубного чемпионата мира и победу в пятисетовом поединке одержал коллектив из Турции. В чемпионате Италии на предварительном этапе «Поми» стала 2-й, а в полуфинале плей-офф уступила будущему чемпиону — команде «Игор Горгондзола» из Новары — 0-2 (1:3, 1:3). Неудачей закончилось выступление «Поми» и в розыгрыше Кубка Европейской конфедерации волейбола, где в борьбе за выход в финал она проиграла другой итальянской команде — «Унет-Ямамай» из Бусто-Арсицио — в двух матчах (0:3 и 2:3).
В межсезонье 2017 из прежнего состава остались только три волейболистки — И.Сиресси, Й.Стеванович и А.Гуэрра. Новым главным тренером назначен Марчелло Аббонданца, перешедший из турецкого «Фенербахче». В чемпионате Италии кардинально обновлённая команды выступила неудачно, заняв в регулярном первенстве лишь 9-е место, не попав в плей-офф. Уже в ноябре 2017 Аббонданца был отправлен в отставку, а продолжил руководить игрой «Поми» его ассистент К.Лукки.
Перед сезоном 2018/2019 произошло полное обновление игрового и практически полное тренерского состава команды. На предварительном этапе чемпионата Италии 2018/19 «Поми» стала 6-й, а в плей-офф выбыла уже на четвертьфинальной стадии.
В 2020 команда клуба получила название по новому титульному спонсору — компании «Эпиу», занимающейся продажей материалов, оборудования и услуг для строительного бизнеса.
В 2024 руководством клуба было объявлено, что из-за финансовых трудностей команда покидает серию А1 и переходит в серию А2 чемпионата Италии.

## Волейбольный клуб «Казальмаджоре»
- Президент — Джованни Гини.
- Менеджер команды — Арианна Баккарини.

## Арена

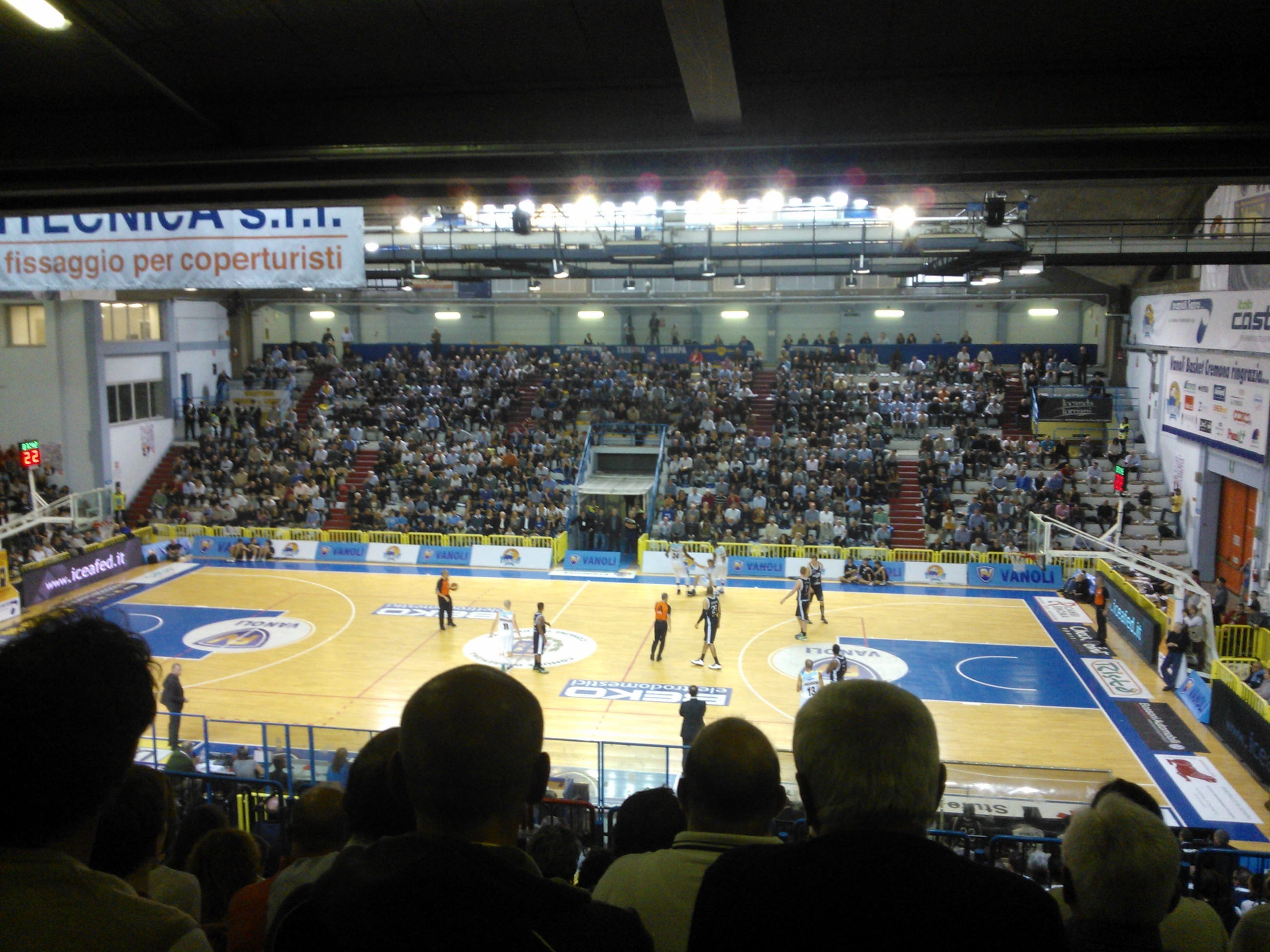
PalaRadi

С 2015 года домашние матчи команда проводит в Кремоне (40 км от Казальмаджоре) во Дворце спорта имени Марио Ради («PalaRadi»). Вместимость — 3500 зрителей. Открыт в 1980 году. Первоначально носил название «Ca' de Somenzi». В 2009 переименован в честь Марио Ради, основателя баскетбольного клуба «Кремона». Служит домашней ареной для мужской баскетбольной команды «Герино Ваноли», выступающей в серии А чемпионата Италии.

## Сезон 2024—2025

### Переходы
Пришли: Дж. Пинчерато («Джорджоне»), И.Монтаньо («Перуджа»), К.Костальи («Виченца»), М.Грбавица («Дрезднер», Германия), Ф.Далла Росса («Клементина»), М.Марку («Ольбия»), М.Кантони («Игор Воллей Новара»), С.Нозелла («Ораго»), Л.Перлетти («Брембо»), Б.Нвокойе («Мюлуз», Франция), А.Рибеки («Телезино»), главный тренер Б.Наполитано («Мелендуньо»).
Ушли: Э.Перинелли, Дж. Авенья, В.Коломбо, Дж. Лохёйс, Л.Манфредини, К.Де Бортоли, М.Хэнкок, Дж. Обосса, М.Смажек, Э.Каньин, Р.Акоста, главный тренер М.Муссо.

### Состав
| №  | Имя, фамилия         | Год рождения | Рост | Амплуа      | Гражданство |
| -- | -------------------- | ------------ | ---- | ----------- | ----------- |
| 1  | София Нозелла        | 2006         | 178  | нападающая  | Италия      |
| 4  | Кьяра Костальи       | 1998         | 188  | нападающая  | Италия      |
| 5  | Мартина Кантони      | 2006         | 184  | связующая   | Италия      |
| 7  | Мелисса Марку        | 2004         | 190  | центральная | Италия      |
| 9  | Лукреция Перлетти    | 2005         | 181  | центральная | Италия      |
| 10 | Джулия Пинчерато     | 1987         | 182  | связующая   | Италия      |
| 11 | Мика Грбавица        | 2001         | 191  | нападающая  | Хорватия    |
| 12 | Ивонн Монтаньо       | 1995         | 188  | нападающая  | Колумбия    |
| 13 | Алессандра Рибеки    | 2006         | 168  | либеро      | Италия      |
| 15 | Джорджия Фараоне     | 1994         | 168  | либеро      | Италия      |
| 16 | Франческа Далла Роза | 1998         | 178  | нападающая  | Италия      |
| 18 | Бетси Нвокойе        | 2005         | 202  | центральная | Италия      |

- Главный тренер — Бруно Наполитано.
- Тренеры — Гуидо Беккари.